# Wirl (Prezelle)
Wirl ist ein Ortsteil der Gemeinde Prezelle im Landkreis Lüchow-Dannenberg in Niedersachsen. Er liegt als Enklave im gemeindefreien Gebiet Gartow in unmittelbarer Nähe der früheren deutsch-deutschen Grenze in einer Höhe von 25 Metern über dem Meeresspiegel.

## Siedlungsstruktur
Die Ortschaft besteht aus mehreren ehemaligen Forst- und Zolldienstgebäuden.

## Geschichte
Der Hof war ein Jagdgut, das sich seit 1694 im Besitz der Grafen von Bernstorff befindet. Seinerzeit war es die  Aufgabe von Andreas Gottlieb von Bernstorff, damals Kanzler des hannoverschen Kurfürsten, im Gartower Forst die umstrittene Grenze zur brandenburgischen Altmark zu sichern. Sie wurde endgültig 1699 etwa einen Kilometer südlich und östlich von Wirl verlaufend festgelegt. Heute bieten die Grafen von Bernstorff in Wirl Ferienwohnungen für Reiter und Jäger an. Im März 2024 kam es zu einem Großbrand, bei dem u. a. ein historisches Forsthaus zerstört wurde.

## Verkehr
Wirl ist über eine Gemeindestraße mit dem Hauptort der Gemeinde Prezelle verbunden.